# Gavea Golf and Country Club

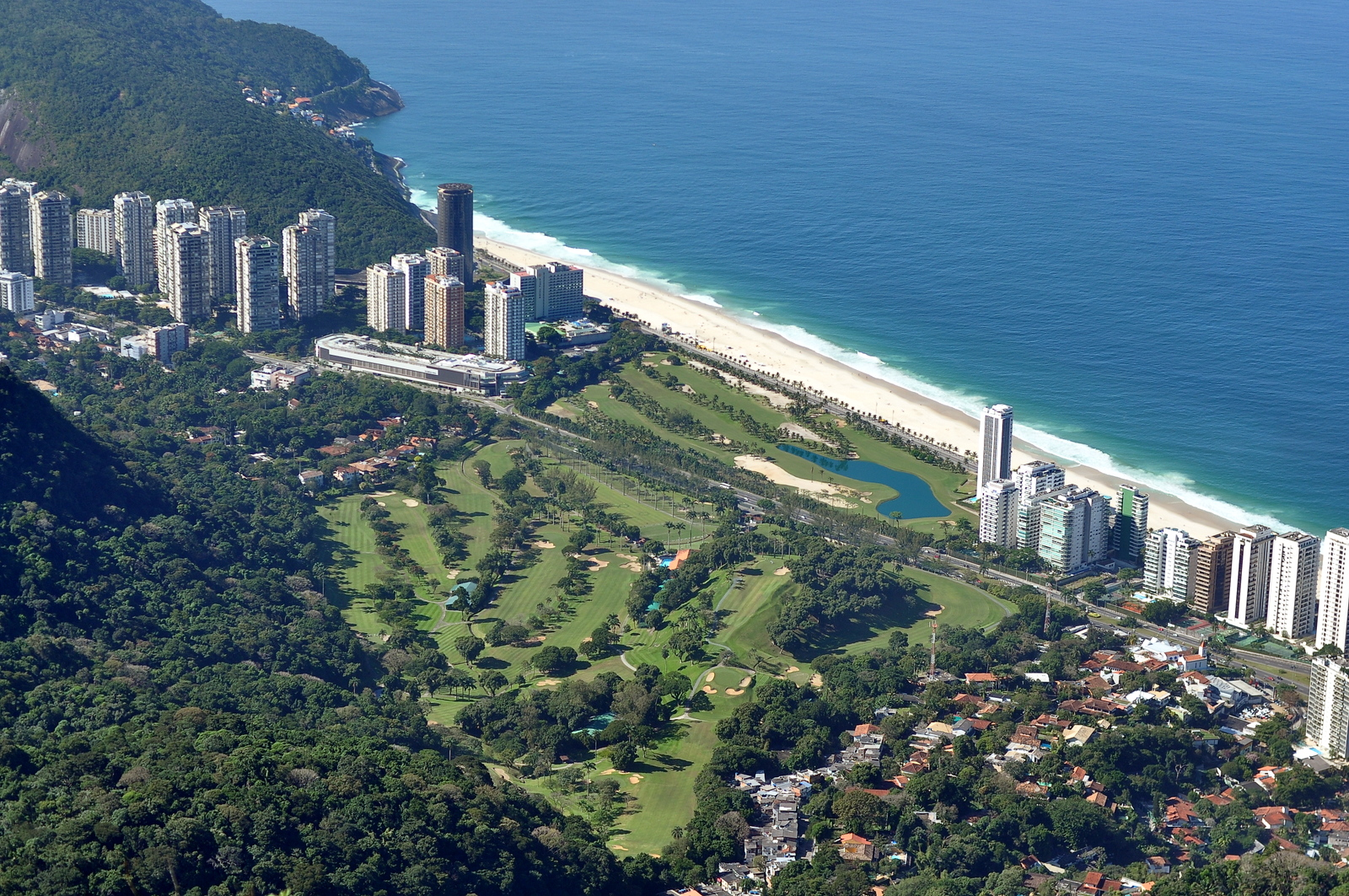
O Gavea Golf and Country Club (ao centro e abaixo).

O Gavea Golf and Country Club é um campo de golfe privado situado no bairro de São Conrado, na Zona Sul da cidade do Rio de Janeiro. Localizado em frente à Praia de São Conrado, é cruzado pela Autoestrada Lagoa-Barra, que divide o campo em dois.
O clube que gerencia o local foi fundado em 1921, com a denominação Rio de Janeiro Golf Club, mas não dispunha de sede própria ou da posse de qualquer terreno a princípio. O campo de golfe foi adquirido pelo clube cinco anos após sua fundação, em 1926.
Em 2013, o Gavea Golf and Country Club voltou a sediar o Aberto do Brasil após 22 anos. A sexagésima edição do evento, realizada entre os dias 17 e 20 de outubro, contou com a participação de 144 competidores de 15 países.

## Buracos
O campo é constituído por 18 buracos, sendo 13 de um lado e 5 do outro lado da Autoestrada Lagoa-Barra. A tabela abaixo lista o número, o lado em relação à autoestrada, o par, o handicap stroke, as jardas azul, as jardas branca, as jardas vermelho e o handicap stroke feminino de cada buraco:
| N.º | Lado  | Par | Handicap Stroke | Jardas Azul | Jardas Branca | Jardas Vermelha | Handicap Stroke Feminino |
| --- | ----- | --- | --------------- | ----------- | ------------- | --------------- | ------------------------ |
| 01  | Norte | 4   | 15              | 319         | 309           | 300             | 11                       |
| 02  | Norte | 3   | 9               | 204         | 194           | 149             | 9                        |
| 03  | Norte | 4   | 5               | 485         | 470           | 459             | 5                        |
| 04  | Norte | 3   | 17              | 178         | 166           | 158             | 17                       |
| 05  | Norte | 5   | 3               | 405         | 391           | 330             | 1                        |
| 06  | Norte | 3   | 13              | 167         | 159           | 150             | 13                       |
| 07  | Norte | 4   | 1               | 329         | 364           | 150             | 7                        |
| 08  | Norte | 3   | 11              | 186         | 174           | 279             | 15                       |
| 09  | Norte | 5   | 7               | 486         | 454           | 437             | 3                        |
| 10  | Sul   | 3   | 18              | 163         | 151           | 120             | 18                       |
| 11  | Sul   | 4   | 14              | 340         | 320           | 293             | 14                       |
| 12  | Sul   | 4   | 12              | 359         | 350           | 328             | 12                       |
| 13  | Sul   | 5   | 4               | 473         | 456           | 442             | 6                        |
| 14  | Sul   | 4   | 2               | 421         | 389           | 343             | 2                        |
| 15  | Norte | 4   | 10              | 385         | 366           | 320             | 10                       |
| 16  | Norte | 3   | 16              | 226         | 211           | 167             | 16                       |
| 17  | Norte | 4   | 6               | 376         | 370           | 344             | 4                        |
| 18  | Norte | 4   | 8               | 400         | 387           | 360             | 8                        |